# Joseph Planeix
Pour les articles homonymes, voir Planeix.
Joseph Planeix, né le 8 avril 1915 à Aydat et mort le 12 mars 1993 à Parent, est un homme politique français.

## Biographie
Entrepreneur de travaux publics, Joseph Planeix est maire de Parent de 1944 à 1992, conseiller général de Vic-le-Comte de 1946 à 1992, député de 1962 à 1978. Il soutint l'ascension politique de François Mitterrand et eut comme assistant parlementaire Michel Charasse.

## Détail des fonctions et des mandats
Mandats parlementaires
- 25 novembre 1962 - 2 avril 1967 : Député de la 3e circonscription du Puy-de-Dôme
- 12 mars 1967 - 30 mai 1968 : Député de la 3e circonscription du Puy-de-Dôme
- 30 juin 1968 - 1er avril 1973 : Député de la 3e circonscription du Puy-de-Dôme
- 11 mars 1973 - 2 avril 1978 : Député de la 3e circonscription du Puy-de-Dôme